# Por Causa de Você (canção)
"Por Causa de Você" é uma canção de estilo samba-canção lançada em 1957. Sendo um clássico da música brasileira, foi regravada por diversos artistas ao longo do tempo. Sua letra é de Dolores Duran e a música é de Tom Jobim. A canção fala sobre uma reconciliação calorosa de um casal e sobre o sofrimento que houve antes, no momento em que ele estava separado.
Em março de 1957, quando Tom Jobim ainda não era muito famoso, ele mostrou à Dolores uma melodia que havia feito com Vinícius de Moraes. Dolores ficou encantada e ali mesmo escreveu a letra. Jobim tocou no piano a música e ela cantou seu poema. Sem pensar duas vezes Jobim aceitou a letra.
A princípio, quem iria escrever a letra para a música é Vinícius de Moraes. Dolores telefonou para Vinícius, dizendo que a letra já estava pronta, e este reconheceu que a letra escrita por ela era melhor. Dolores e Jobim criaram mais duas canções juntos: "Se é por Falta de Adeus" de (1955) e "Estrada do Sol" (de 1958). Entre as três, a preferida de Jobim era Por Causa de Você.

## Gravações e regravações
Como muitas músicas brasileiras desta época, "Por Causa de Você" foi gravada muitas vezes. As primeiras gravações aconteceram em 1957 por Silvia Telles e Dolores Duran. Não se sabe qual delas foi a primeira a gravar. A gravação de Maysa no ano seguinte ganhou certa popularidade. Em 1958 Elizeth Cardoso e Angela Maria também a gravaram. Em 1960 Lúcio Alvez gravou a canção para um álbum seu de tributo à Dolores. Também em 1960, Silvia Telles regravou a canção em francês, chamada "Gardez moi pour Toujours (em português: "Guarde-me para Sempre"), com letra de Serge Rodhe. Frank Sinatra gravou uma versão em inglês da canção, escrita por Ray Gilbert, chamada "Don't Ever Go Away" (em português: "Nunca Se Vá"), em 1971 para o seu álbum Sinatra & Company que tem forte influência de Bossa Nova. 50 anos depois do nascimento da canção Roberto Carlos canta "Por Causa de Você" no show com Caetano Veloso (Roberto Carlos e Caetano Veloso e a Música de Tom Jobim).

## Ligações Externas
- http://www.elizethcardoso.com.br/discografia.asp (Histórico completo de gravações)